# Dobrich (província)
Dobrich ou Dobrič (búlgaro: Добрич) é um província da Bulgária. Sua capital é a cidade de Dobrich. Localiza-se na região histórica da Dobruja.

## Municípios
A província de Dobrich (oбласт, oblast) possui oito municípios (em búlgaro:  singular: oбщина, obshtina - plural: oбщини, obshtini).
| Município         | Cirílico       | Área km² | População (censo 1/2/2011) | Sede            |
| ----------------- | -------------- | -------- | -------------------------- | --------------- |
| Balčik            | Балчик         | 542      | 19 800                     | Balchik         |
| Dobrich (cidade)  | Добрич-Град    | 109      | 89 472                     | Dobrich         |
| Dobrichka (rural) | Добричка       | 1296     | 21 568                     | Dobrich         |
| General Toševo    | Генерал Тошево | 982      | 14 895                     | General Toshevo |
| Kavarna           | Каварна        | 481      | 15 093                     | Kavarna         |
| Krushari          | Крушари        | 417      | 4 427                      | Krushari        |
| Šabla             | Шабла          | 330      | 4 985                      | Shabla          |
| Tervel            | Тервел         | 580      | 15 776                     | Tervel          |